# María Teresa Valenzuela
María Teresa Valenzuela Bravo (San Fernando, 16 de enero de 1951) es una médica cirujana, docente y política chilena, que desde noviembre de 2021 hasta marzo de 2022, se desempeñó como subsecretaria de Salud Pública de su país bajo el segundo gobierno del presidente Sebastián Piñera. Allí fue uno de los rostros del gobierno en la estrategia sanitaria por la pandemia de COVID-19.

## Familia y estudios
Nació en la comuna chilena de San Fernando el 16 de enero de 1951, hija de Gerardo Valenzuela Bravo y Ana Bravo Valdivia. Estudió medicina en la Universidad de Chile de dónde egresó en 1975, y luego cursó un magíster en microbiología clínica (1986) y en salud pública con mención en epidemiología (1988), de la misma casa de estudios.

## Trayectoria profesional
Entre 1979 y 1996 trabajó en el Instituto de Salud Pública (ISP) y en el Ministerio de Salud (Minsal), liderando los Programas Nacionales de Inmunizaciones (PNI) y de Tuberculosis, periodos en que se desarrolló el plan de eliminación del sarampión de Chile. Además, formó parte de comités de expertos de la Organización Panamericana de la Salud (OPS) y de equipos de investigación de inmunizaciones del Instituto Sabin Vaccine, Estados Unidos. En la OPS, fue presidenta de Comisión Latinoamericana de Tuberculosis (COLABAT), entre 1985 y 1988.
Paralelamente, desde 1999 hasta 2004, se desempeñó como profesora de la Escuela de Salud Pública, coordinadora del magíster en epidemiología, miembro del comité de bioética de la investigación en seres humanos de la Facultad de Medicina, y por último; directora del curso de epidemiología molecular y genética de la Universidad de Chile.
Fue también profesora titular del magíster en epidemiología, y del diplomado en Ciencias de la Investigación y Medicina Basada en la Evidencia, de la Universidad de los Andes. Así mismo, ha fungido como jefa y directora del «Departamento de Salud Pública y Epidemiología», desde 2005 hasta 2009, y desde 2010 hasta 2015, respectivamente. Fue de igual manera, directora del «Centro Integral para el Envejecimiento Feliz». Desde octubre de 2014, ejerce como vicedecana de Investigación y Postgrado de la Facultad de Medicina de dicha universidad.
Durante el primer gobierno de Sebastián Piñera, entre el 2 de agosto de 2010 y el 30 de septiembre de 2013, ejerció como directora nacional del ISP. Bajo su gestión se creó la Agencia Nacional de Medicamentos (ANM), desde donde se impulsó la bioequivalencia de los medicamentos genéricos orales; se creó el «Departamento de Asuntos Científicos» y se generó el modelo de farmacovigilancia adaptado a vacunas.
Para el segundo gobierno de Sebastián Piñera, volvió a formar parte del ISP, e integrándose como miembro del comité asesor COVID-19 del  Ministerio de Salud (Minsal) en 2020.
El 29 de noviembre de 2021 fue designada por el presidente Sebastián Piñera como subsecretaria de Salud Pública, en reemplazo de la anterior titular Paula Daza, que renunció para unirse al comando del candidato presidencial José Antonio Kast en la elección de noviembre de ese año.